# Acrotaenia latipennis
Acrotaenia latipennis är en tvåvingeart som först beskrevs av Christian Rudolph Wilhelm Wiedemann 1830.  Acrotaenia latipennis ingår i släktet Acrotaenia och familjen borrflugor. Inga underarter finns listade i Catalogue of Life.